# Irena Rybczyńska-Holland
Irena Barbara Rybczyńska-Holland, ps. „Marta” (ur. 20 kwietnia 1925 w Łucku) – polska dziennikarka i publicystka.

## Życiorys
Urodziła się w Łucku na Wołyniu. Jej rodzicami byli Władysław Rybczyński, z zawodu nauczyciel, i Teofila z domu Kowalczewska. Ukończyła szkołę podstawową w Jeziornie Fabrycznej i kontynuowała naukę w Państwowym Gimnazjum Żeńskim im. Królowej Jadwigi w Warszawie. Po wybuchu II wojny światowej kontynuowała naukę na tajnych kompletach i zdała egzamin maturalny w 1944.
W czasie powstania warszawskiego była łączniczką, sanitariuszką w stopniu starszego strzelca. W 1945 była nauczycielką szkoły w Budziszewicach.
Przez dwa lata, do 1947 pracowała w Naczelnym Komitecie Wykonawczym Stronnictwa Ludowego. W latach 1946–1950 studiowała na Wydziale Dziennikarskim Akademii Nauk Politycznych, ponadto na Wydziale Filologicznym Uniwersytetu Warszawskiego (filozofia; nieukończone). Uczęszczała na seminarium prof. Władysława Tatarkiewicza. W marcu 1950 była w gronie ośmiu studentów, członków PZPR, którzy wystąpili z listem otwartym atakującym go, protestując przeciwko dopuszczaniu na prowadzonym przez niego seminarium do czysto politycznych wystąpień o charakterze wyraźnie wrogim budującej socjalizm Polsce. List przyczynił się do odsunięcia Tatarkiewicza od prowadzenia zajęć na uczelni.
W tym czasie była też redaktorką naczelną pisma „Wolna Wiciowa Gromada”. W 1948 była redaktorką naczelną „Nowej Wsi” (potem pracowała tam również od 1950 do Marca 1968). W latach 1949–1950 w redakcji oświatowej Polskiego Radia. Od 1968 do 1973 pracowała w miesięczniku „Ty i Ja”. W latach 1973–1980 w miesięczniku „Magazyn Rodzinny”. W 1981 współuczestniczyła w zakładaniu Komitetu Ochrony Praw Dziecka.
Członkini Związku Zawodowego Dziennikarzy RP (1950–1951) i Stowarzyszenia Dziennikarzy Polskich (od 1951).
7 marca 1990 Irena Rybczyńska została odznaczona medalem Sprawiedliwy wśród Narodów Świata.

## Życie prywatne
Jej pierwszym mężem był Henryk Holland (z którym ma dwie córki: Agnieszkę Holland i Magdalenę Łazarkiewicz), drugim – Stanisław Brodzki.
Mieszka w Warszawie.

## Odznaczenia i wyróżnienia
- Krzyż Kawalerski Orderu Odrodzenia Polski
- Warszawski Krzyż Powstańczy
- Medal 10-lecia Polski Ludowej (12 stycznia 1955)[8]
- Medal Sprawiedliwy wśród Narodów Świata (7 marca 1990)

## Twórczość
- Jak być kochaną babcią (Warta 1976, 1977, Wydawnictwo Jacek Santorski 1994, ISBN 83-85386-72-6)
- Jak sobie radzić z małym dzieckiem (wespół z Marią Vorbrodt; Nasza Księgarnia, 1984, ISBN 83-10-0363-0-X; 1988, ISBN 83-10086-30-X)
- Jak kochać córkę? (posłowie Agnieszka Holland; Skorpion 1995, ISBN 83-86466-04-9)